# Cesinali
Cesinali – miejscowość i gmina we Włoszech, w regionie Kampania, w prowincji Avellino.
Według danych na 1 stycznia 2022 roku gminę zamieszkiwało 2558 osób (1270 mężczyzn i 1288 kobiet).